# 延安东路外滩站
延安东路外滩站位于上海黄浦区延安东路的道路北侧，中山东一路口，为延安路中运量公交系统工程的地面岛式车站，也是上海公交71路的下行终点站。
此站点原为42路的终点站，为修建该站点，42路被缩线到龙门路淮海中路。

## 车站構造

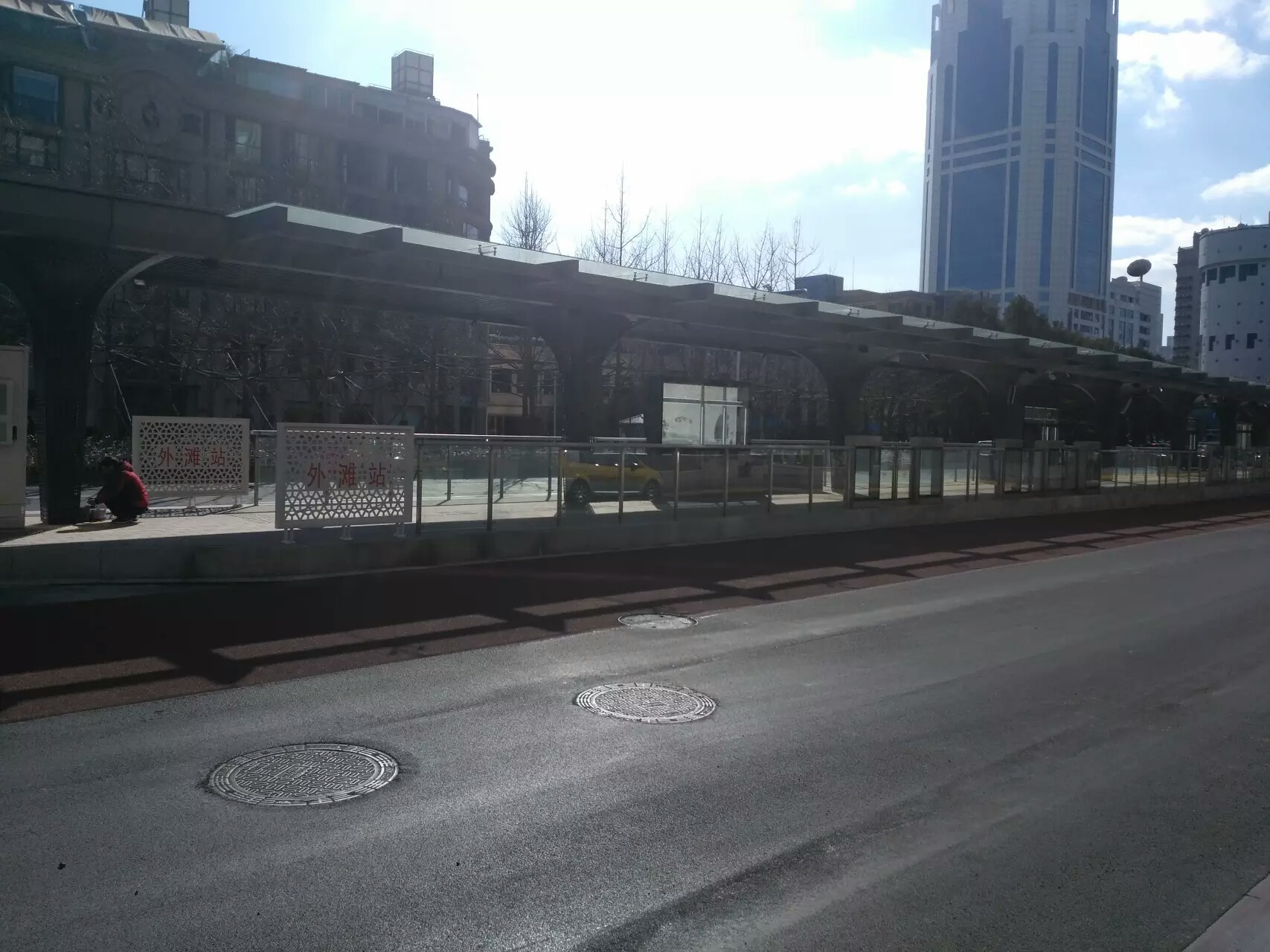
即将开通的延安东路外滩站点

延安东路外滩站为岛式月台，1面1线地面车站，站台设有半高屏蔽门，两侧设有无障碍斜坡，开工于2016年6月25日，于2017年2月1日清晨正式投入使用。
延安路中运量系统工程・延安东路外滩站 月台配置
| → 社会车辆车道         |                            | 往人民广场   |
| 月台 · 开左边门 下客区 | 月台 · 开左边门 上客区     | 【调度室】   |
| → 71路专用车道         | ■71路 · 上行往申昆路枢纽站 | (西藏中路站) |
|                        | 人行道                     |              |

## 周边设施
- 站点北面：上海电信博物馆
- 站点东面：外滩（中山东一路）、金陵东路轮渡站
- 站点南面：十六铺

## 公交换乘
附近有多个常规公交站点，并有一个轮渡站：
- 延安西路中山东一路(原71路终点站)：311路夜宵、316路夜宵、320路夜宵；
- 中山东二路金陵东路：33路、55路、65路、147路、305路夜宵、317路夜宵、576路、868路；
- 中山东一路广东路：123路、123路区间、135路、307路夜宵、317路夜宵、576路（含区间车）、868路；
- 金陵东路轮渡站：东金线

## 车站出口
这个车站有两个出入口。
- 东出入口位于靠近调度室一侧，通过人行横道连接延安东路北侧人行道。
- 西出入口位于远离调度室一侧，通过人行横道连接延安东路北侧人行道。

## 站点客流

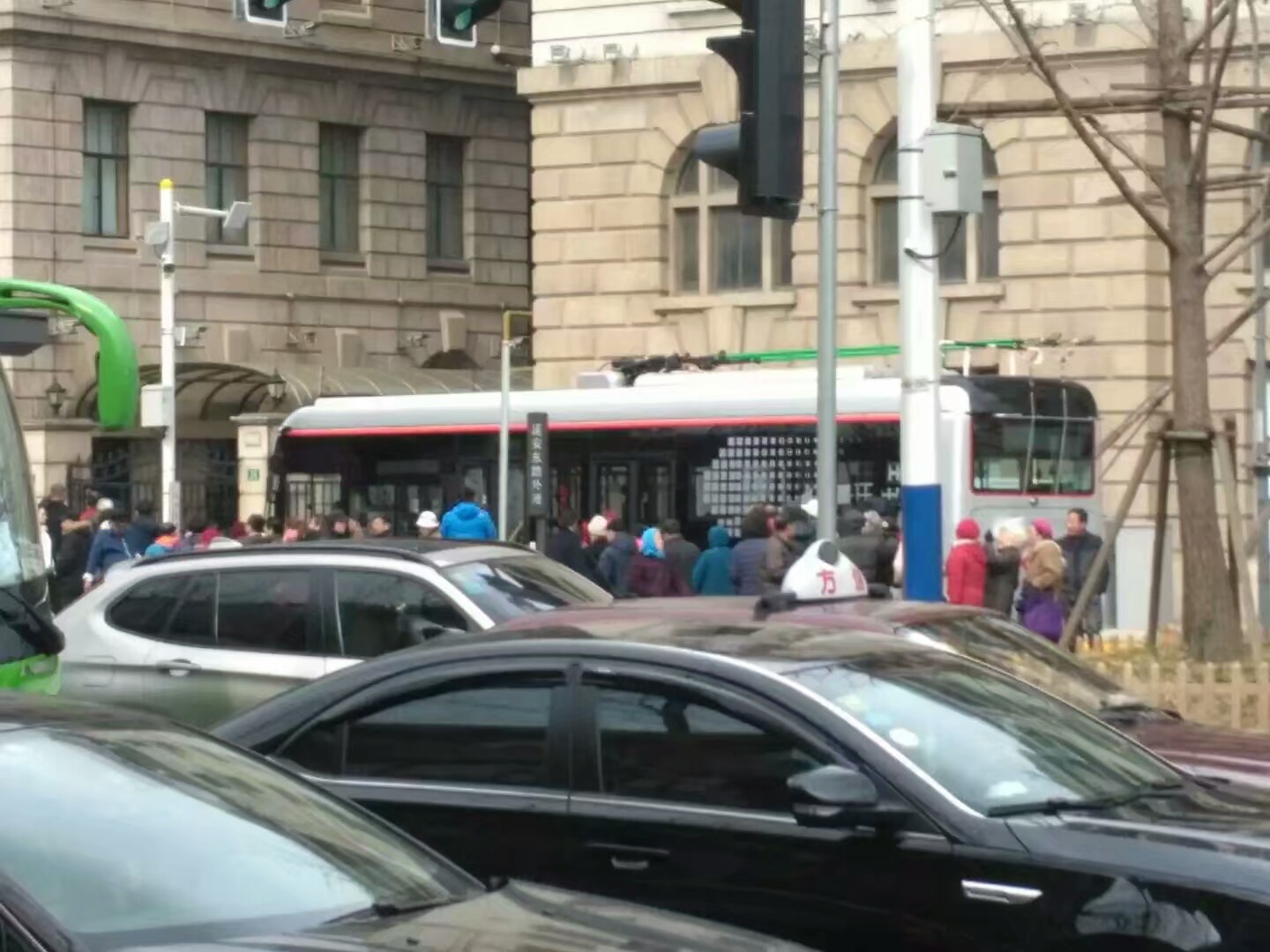
延安路中运量公交外滩站排队人群（2017年2月1日约上午10时），可见一辆从成都北路空放到外滩应急的71路区间车。

该车站开通当天出现大客流，人满为患，但2017年2月3日后，人流量明显减少。